# Gogrial
Koordinaten: 8° 32′ N, 28° 6′ O
Gogrial ist die Hauptstadt des Bundesstaates Gogrial im Südsudan. Bis 2015 gehörte Gogrial zum Bundesstaat Warrap. Sie liegt am Fluss Sue-Jur und an der Straße von Wau nach Babanusa und verfügt über eine Landepiste für Flugzeuge. Sie ist Hauptort des Gogrial West County.

## Geschichte
Im ersten Sezessionskrieg im Südsudan verübten die Anya-Nya-Rebellen Mitte der 1960er Jahre einen Angriff auf Gogrial. Dieser Angriff trug dazu bei, dass sich die nordsudanesischen Misseriya gegen die südsudanesischen Dinka wandten.
Im zweiten Krieg war Gogrial zunächst unter Kontrolle der Regierungsarmee, die hier eine Versorgungsstation unterhielt. 1994–1998 kämpften Truppen des Warlords Kerubino Kuanyin Bol, die von Gogrial aus von der Regierung unterstützt wurden, gegen die Rebellen der Sudanesischen Volksbefreiungsarmee (SPLA). Im Zuge dieser Kämpfe wurden zahlreiche Dinka-Zivilisten aus der Umgebung vertrieben, und es kam zur Hungersnot. Am 24. Juni 2000 nahm die SPLA Gogrial ein, am 29. Juni 2001 eroberte die Armee die Stadt zurück. Später eroberte die SPLA Gogrial erneut; einem Bericht des US-amerikanischen Journalisten Jon Saywer war der Ort Anfang 2002 unter Kontrolle der SPLA und vollständig zerstört.